# 조디 휘태커
조디 오클랜드 휘태커(Jodie Auckland Whittaker, 1982년 6월 17일 ~ )는 잉글랜드의 배우이다. 2017년 7월 영국의 SF 드라마 닥터 후의 새로운 주인공인 13대 닥터 역으로 발표되었다.

## 어린 시절
휘태커는 영국 웨스트요크셔주의 스켈맨소프에서 태어났다. 웨스트요크셔 셸리 대학으로 진학한 뒤 길드홀 음악 드라마 학교로 들어가 2005년 연기 골드메달 학위를 받고 졸업했다.

## 경력
휘태커는 2005년 셰익스피어 글로브에서 막을 올린 뮤지컬 <더 스톰>에 출연하여 전문배우 경력을 시작하였다. 이후로는 영화, 텔레비전, 라디오, 연극 등 다양한 부문에서 경력을 쌓았다. 2007년에는 로열코트 프로덕션의 <더 시걸>에서 병가를 낸 캐리 멀리건을 대신해 배역을 맡았으며 앨메이다 극장의 자선공연에도 출연하였다.
휘태커의 첫 주연 출연은 영화 <비너스> (2006)로, 제시 / 비너스의 공동 주연을 맡았다. 라디오극 출연으로는 2008년 스티븐 폴리어코프가 각색 연출한 <태양에 눈이 먼> (Blinded by the Sun)과 주디스 프렌치의 창작극 <언신 오스틴> (Unseen Austen)이 있었다. 2009년에는 영화 <세계는 팽창 중>, BBC2 드라마 <로열 웨딩>, 단편영화 <위시 143>에 출연하였으며, <위시 143>의 경우 제83회 아카데미상에서 아카데미 단편 영화상 후보에 오르기도 했다.
2009년, 휘태커는 아일랜드 코미디 범죄 영화 <페리어스 바운티>에도 출연하였다. 이듬해 2010년에는 영화 <더 키드>에 출연하고, BBC 드라마 <애큐지드> (Accused)의 공동 주연을 맡았다. 2011년에는 사라 워터스의 소설 <더 나이트 워치>의 BBC 드라마에서 비브 역으로 출연하였으며, 컬트영화 <어택 더 블록>에도 등장하였다. 2012년에는 뮤지컬 코미디 드라마 <굿 바이브레이션스>에 출연하였다.
이후 휘태커는 2013년 3월부터 4월까지 방영된 ITV의 범죄수사 드라마 <브로드처치>의 주연을 맡았다. 휘태커는 이후 2017년 드라마가 종영될 때까지 두 시즌에 반복 출연하였다. 2014년 1월에는 미국 ABC의 실화기반 스파이 드라마 미니시리즈 <에셋츠>의 주연을 맡았다.
2017년 7월 16일, 휘태커는 영국의 유명 SF 드라마 <닥터 후>의 주인공 닥터의 열세번째 모습을 맡게 되었다고 발표되었다. 휘태커는 드라마 사상 처음으로 여성으로서 주인공을 맡게 되는 영예를 안았다. 휘태커는 <닥터 후>의 프로듀서 크리스 칩널과 이전에 <브로드처치>에서 협업한 적이 있었다.

## 개인 정보
휘태커는 2008년 미국 배우 크리스티안 콘트래러스와 결혼했다. 2015년 4월에는 첫 아기가 태어났다.
휘태커의 조카인 해리 휘터커는 다운증후군을 가지고 있었으며, 영국 드라마 <에머데일>에서 똑같이 다운증후군을 가진 아이로 등장하는 레오 고스커크 역을 맡았다. 해리 휘태커는 2014년 만 3세의 나이로 세상을 떠났다.

## 출연작

### 영화
| 연도   | 제목                                          | 원여명                                       | 배역            | 비고 |
| ------ | --------------------------------------------- | -------------------------------------------- | --------------- | --- |
| 2006년 | 비너스                                        | Venus                                        | 제시            | 후보—ALFS상 올해의 영국 신인상 부문 후보—영국 독립영화상 최고의 유망한 신인상 (스크린 부문) 후보—런던 비평단상 올해의 영국 신인상 부문 후보- 새털라이트 영화 코미디 뮤지컬 여우주연상 부문 |
| 2007년 | 세인트 트리니안스                             | St Trinian's                                 | 버벌리          | |
| 2008년 | 굿                                            | Good                                         | 앤 하트맨       | |
| 2009년 | 화이트 웨딩                                   | White Wedding                                | 로즈            | |
| 2009년 | 스완송 - 오시 바이런의 이야기                 | Swansong: Story of Occi Byrne                | 브리지트 바이런 | |
| 2009년 | 로어                                          | Roar                                         | 이바            | 단편영화 |
| 2009년 | 페리어스 바운티                               | Perrier's Bounty                             | 브렌다          | |
| 2009년 | 위시 143                                      | Wish 143                                     | 매기            | 단편영화 |
| 2009년 | 세인트 트리니안스 2 - 프리튼 교장의 황금 전설 | St Trinian's 2: The Legend of Fritton's Gold | 버벌리          | |
| 2010년 | 더 키드                                       | The Kid                                      | 재키            | |
| 2010년 | 올리 케플러의 세계는 팽창 중                  | Ollie Kepler's Expanding Purple World        | 노린 스톡스     | |
| 2011년 | 어택 더 블록                                  | Attack the Block                             | 사만다 애덤스   | 후보—팬고리아 체인쇼 최고의 보조여배우상 |
| 2011년 | 원 데이                                       | One Day                                      | 틸리            | |
| 2011년 | 어 사우전드 키세스 딥                         | A Thousand Kisses Deep                       | 미아 셀바       | 비디오 오퍼레이터 |
| 2012년 | 굿 바이브레이션                               | Good Vibrations                              | 러스            | |
| 2012년 | 애쉬스                                        | Ashes                                        | 러스            | |
| 2012년 | 더스트                                        | Dust                                         | 제시카 엄마     | 단편영화 |
| 2013년 | 스파이크 아일랜드                             | Spike Island                                 | 수잔            | |
| 2014년 | 헬로 카터                                     | Hello Carter                                 | 제니            | |
| 2014년 | 겟 산타                                       | Get Santa                                    | 앨리슨          | |
| 2014년 | 이모셔널 퓨즈박스                             | Emotional Fusebox                            | 애나            | 단편영화 |
| 2014년 | 블랙 시                                       | Black Sea                                    | 크리시          | |
| 2016년 | 어덜트 라이프 스킬즈                          | Adult Life Skills                            | 앤나            | 총괄 프로듀서 후보-영국 독립영화상 여우주연상 부문 |
| 2017년 | 저니맨                                        | Journeyman                                   | 엠마            | 촬영 완료 |

### 텔레비전
| 연도        | 제목               | 원어명                          | 배역            | 비고                                                                                         |
| ----------- | ------------------ | ------------------------------- | --------------- | -------------------------------------------------------------------------------------------- |
| 2006년      | 애프터눈 플레이    | The Afternoon Play              | [ 21 ]          | 에피소드 "The Last Will and Testament of Billy Two-Sheds"                                    |
| 2006년      | 닥터스             | Doctors                         | 루이스 클랜시   | 에피소드 "Ignorance Is Bliss"                                                                |
| 2006년      | 달지엘과 파스코    | Dalziel and Pascoe              | [ 17 ]          | 에피소드 "Fallen Angel"                                                                      |
| 2007년      | 디스 라이프 + 10   | This Life + 10                  | 클레어          | 텔레비전 영화                                                                                |
| 2008년      | 더버빌 가의 테스   | Tess of the D'Urbervilles       | 이지 휴엇       | 미니시리즈                                                                                   |
| 2008년      | 위어드             | Wired                           | 루이스 이번스   | 미니시리즈                                                                                   |
| 2008년      | 토머스 헌덜의 피격 | The Shooting of Thomas Hurndall | 소피            | 텔레비전 영화                                                                                |
| 2008년      | 커뮤징 패션        | Consuming Passion               | 메리 분         | 텔레비전 영화                                                                                |
| 2010년      | 어큐지드           | Accused                         | 에마 크로프트   | 에피소드 "Liam's Story"                                                                      |
| 2010년      | 로열 웨딩          | Royal Wedding                   | 린다 캐독       | 텔레비전 영화                                                                                |
| 2011년      | 마치랜드           | Marchlands                      | 러스 보윈       | 5개 에피소드                                                                                 |
| 2011년      | 블랙 미러          | Black Mirror                    | 피온            | 에피소드 "The Entire History of You"                                                         |
| 2011년      | 더 나잇 워치       | The Night Watch                 | 비비언 피어스   | 텔레비전 영화                                                                                |
| 2013–2017년 | 브로드처치         | Broadchurch                     | 베스 라티머     | 24개 에피소드 후보—범죄 스릴러 상 최고의 보조 여배우 부문 후보 - 왕립텔레비전협회 여우주연상 |
| 2014년      | 에셋츠             | The Assets                      | 샌드라 그라임스 | 8개 에피소드                                                                                 |
| 2014년      | 더 스모크          | The Smoke                       | 트리스 툴리     | 8개 에피소드                                                                                 |
| 2017년      | 트러스트 미        | Trust Me                        | 캐스 하더크리   |                                                                                              |
| 2017년      | 닥터 후            | Doctor Who                      | 닥터            | 13대 닥터. "The Doctors"에서 첫등장                                                          |